# Thrixopelma nadineae
Espèce
Thrixopelma nadineae est une espèce d'araignées mygalomorphes de la famille des Theraphosidae.

## Distribution
Cette espèce est endémique de la province de Loja en Équateur. Elle se rencontre vers Zamora Huico.

## Description
Le mâle holotype mesure 24,2 mm.

## Systématique et taxinomie
Cette espèce a été décrite par Sherwood et Gabriel en 2022.

## Étymologie
Cette espèce est nommée en l'honneur de Nadine Dupérré. 

## Publication originale
- Sherwood & Gabriel, 2022 : « Thrixopelma nadineae, a new theraphosine from Ecuador (Araneae: Theraphosidae). » Taxonomy, vol. 2, p. 255-260 (texte intégral).